# Lambo
Lambo – singel polskiego rapera Kizo oraz rapera ZetHa. Singel został wydany 31 października 2019 roku. Tekst utworu został napisany przez Patryka Wozińskiego i ZetHa.
Nagranie otrzymało w Polsce status złotej płyty w 2021 roku.
Singel zdobył ponad 5 milionów wyświetleń w serwisie YouTube (2023) oraz ponad 2 miliony odsłuchań w serwisie Spotify (2023).

## Nagrywanie
Utwór został wyprodukowany przez APmg i Michała Graczyka. Tekst do utworu został napisany przez Patryka Wozińskiego i ZetHa.

## Twórcy
- Kizo, ZetHa – słowa[1][2]
- Patryk Woziński, ZetHa – tekst[1]
- APmg, Michał Graczyk – produkcja[1][2]

## Certyfikaty
| Kraj          | Certyfikat  |
| ------------- | ----------- |
| Polska (ZPAV) | złota płyta |